# Botryobasidium curtisii
Botryobasidium curtisii ist eine Ständerpilzart aus der Familie der Traubenbasidienverwandten (Botryobasidiaceae). Sie bildet resupinate, spinnwebartige Fruchtkörper aus, die auf Totholz von Laubbäumen wachsen. Botryobasidium curtisii besitzt ein Artareal, das Nordamerika, Eurasien und Südamerika umfasst. Die Anamorphe der Art ist unter dem Namen Haplotrichum curtisii bekannt.

## Merkmale

### Makroskopische Merkmale
Botryobasidium curtisii besitzt grauweißliche, gespinstartige Fruchtkörper, die resupinat (also vollständig anliegend) auf ihrem Substrat wachsen und unter der Lupe leicht netzartig erscheinen.

### Mikroskopische Merkmale
Wie bei allen Traubenbasidien ist die Hyphenstruktur von Botryobasidium curtisii monomitisch, besteht also nur aus generativen Hyphen, die sich rechtwinklig verzweigen. Die Basalhyphen sind leicht gelblich, meist 5–8 µm breit und nicht inkrustiert. Die bis zu 4–8 µm dicken Subhymenialhyphen sind hyalin, dünnwandig und cyanophil. Die Art verfügt nicht über Zystiden oder Schnallen. Die meist sechssporigen Basidien der Art wachsen in Nestern, werden 11–14,5 × 6,5–7,5 µm groß, sind zunächst kugelig, später ellipsoid bis eiförmig und an der Basis einfach septiert. Die Sporen sind annähernd patronen- bis schiffchenförmig und 7,5–9,5 × 2,5–3 µm groß. Sie sind glatt und dünnwandig und besitzen einen deutlichen Fortsatz.

## Verbreitung
Die bekannte Verbreitung von Botryobasidium curtisii umfasst das südliche Nordamerika, die Karibik, Südamerika sowie den Westen Afrikas.

## Ökologie
Botryobasidium curtisii ist ein Saprobiont, der Totholz von Laubbäumen besiedelt. Das genaue Substratsspektrum dieser Traubenbasidie ist nicht näher bekannt.